# Saut (niveau)
Le saut est une épreuve de  saut à ski de l'École du ski français (ESF). 

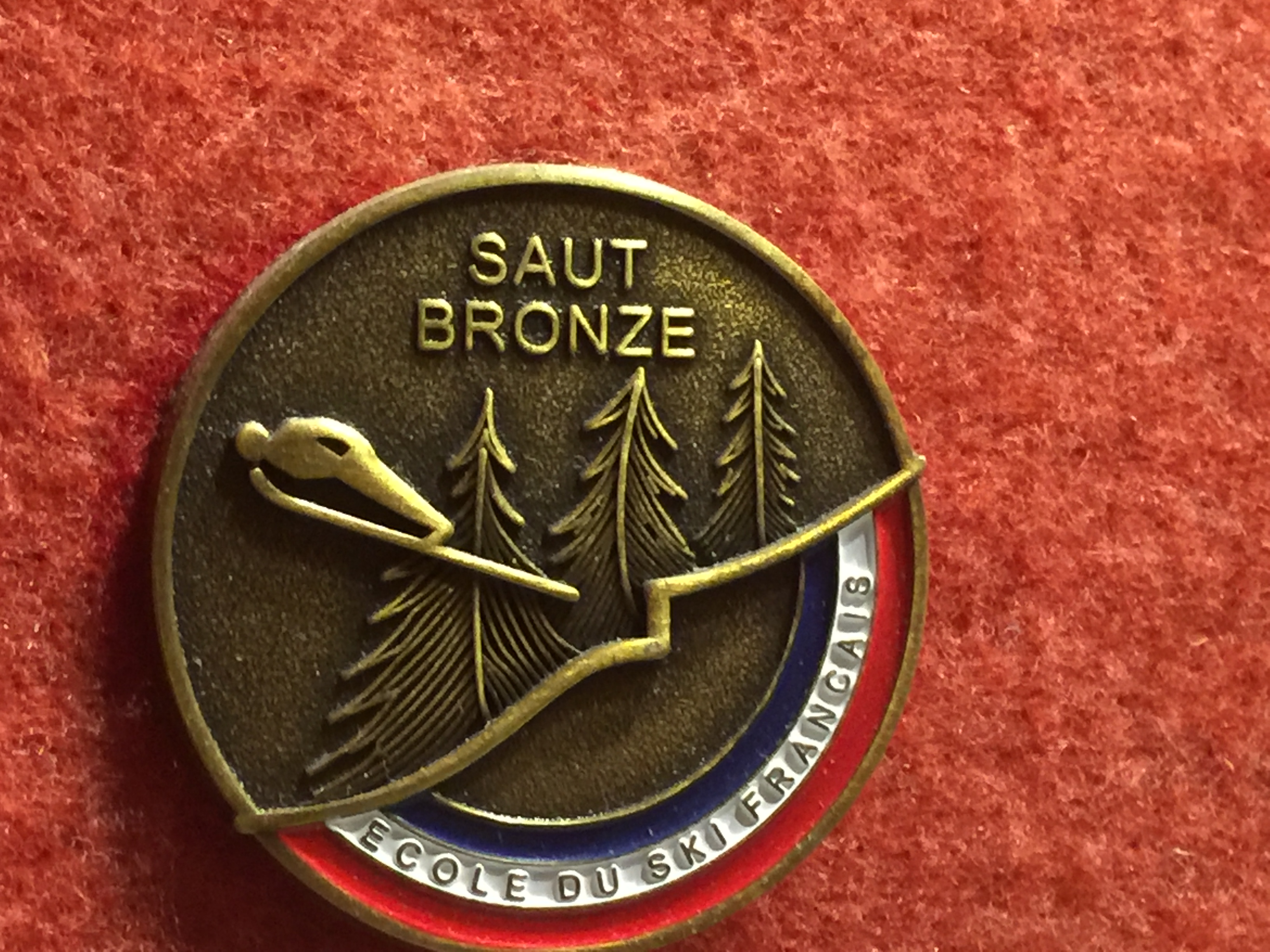
Le saut de bronze

Anciennement, elle portait le nom d'aiglon.

## Épreuve
Cette épreuve s'effectue à l'aide d'un tremplin. On mesure la longueur de chaque saut en mètres. 
Chaque compétiteur effectue 2 sauts dont on ne retient que le meilleur.
Ces épreuves sont assez rarement organisées. En 2018-2019, elles ne sont proposées que par la dizaine de stations qui suit, principalement pendant les congés scolaires :
- Courchevel
- Les Deux Alpes
- Les Gets
- Mijoux-La Faucille
- Les Menuires
- Les Saisies
- Serre-Chevalier
- La Toussuire
- Ventron
- Villard-de-Lans

## Calcul des performances
L'ouvreur, un moniteur ESF habilité, réalise un saut de référence. Ce moniteur possède un classement en points (déterminé lors du challenge national des moniteurs), appelé handicap, qui indique son niveau par rapport au niveau international.
On soustrait de la longueur du saut de référence, un pourcentage égal au handicap de l'ouvreur pour obtenir la longueur du saut de base.
Pour chaque compétiteur, on calcule la différence entre la longueur de son meilleur saut et la longueur du saut de base, exprimé en pourcentage de la longueur du saut de base.
On applique le barème ci-après pour déterminer le test obtenu, en fonction de ce pourcentage : 
Barème en vigueur,(depuis avant 2004) :
- Moins de 10 % : Saut d'Or
- Entre 10,01 et 20 % : Saut de Vermeil
- Entre 20,01 et 40 % : Saut d'Argent
- Entre 40,01 et 60 % : Saut de Bronze

## Insignes
Pour chaque niveau obtenu, l'ESF délivre un insigne,. 

L'insigne est rond. On y trouve un tremplin sur lequel un skieur s'envole vers la gauche, sur un fond composé de 3 sapins. La mention "SAUT" suivi du niveau "BRONZE", "ARGENT", "VERMEIL" ou " OR", est gravée en haut de l'insigne. Lorsque cette épreuve s'appelait l'aiglon, la mention "SAUT" était remplacée par "AIGLON". Enfin, la mention "ECOLE DU SKI FRANCAIS" est gravé en bas sur un liseré bleu-blanc-rouge. Une couleur de métal spécifique est aussi associée à chaque niveau.

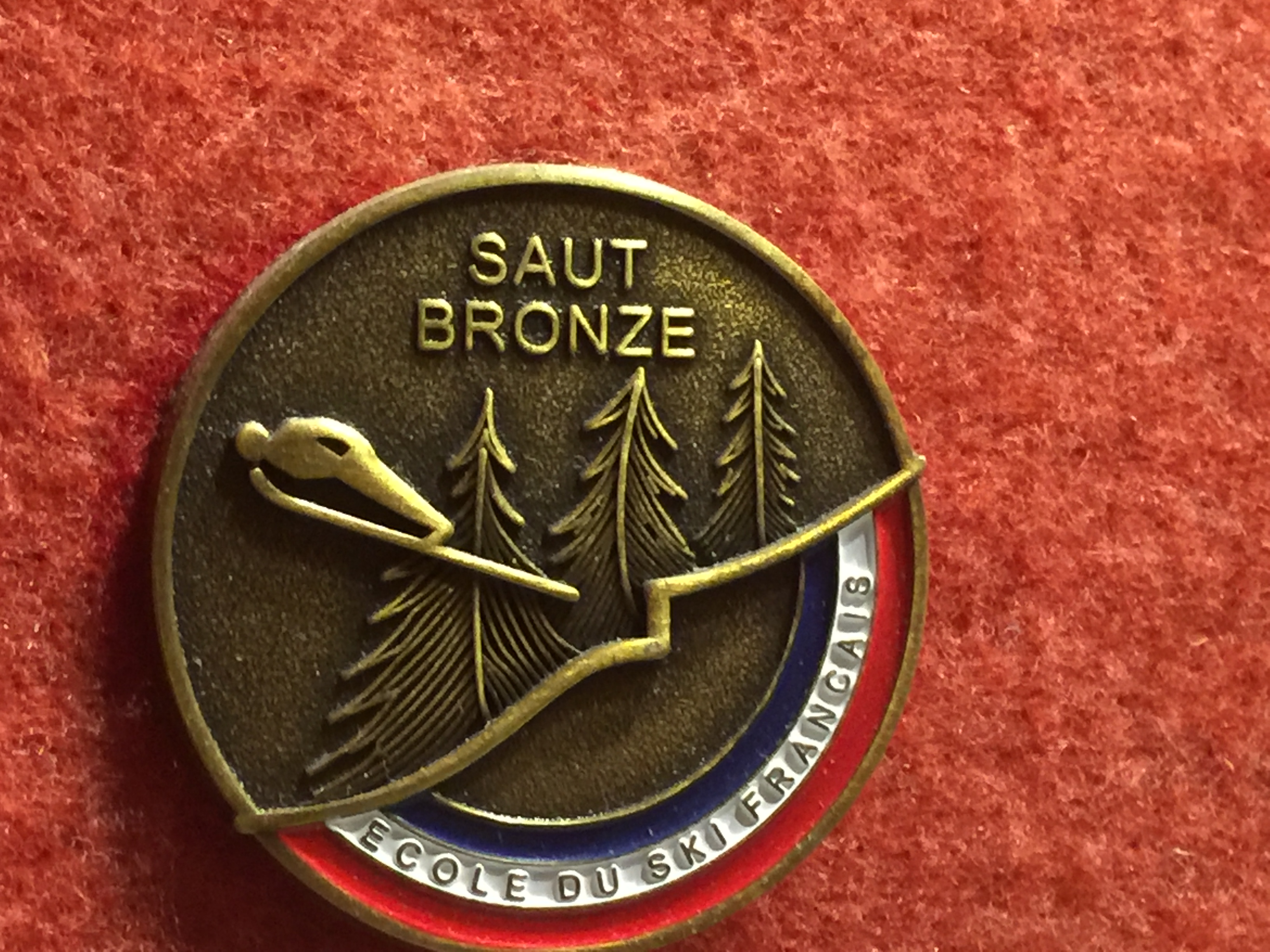
Le saut de bronze
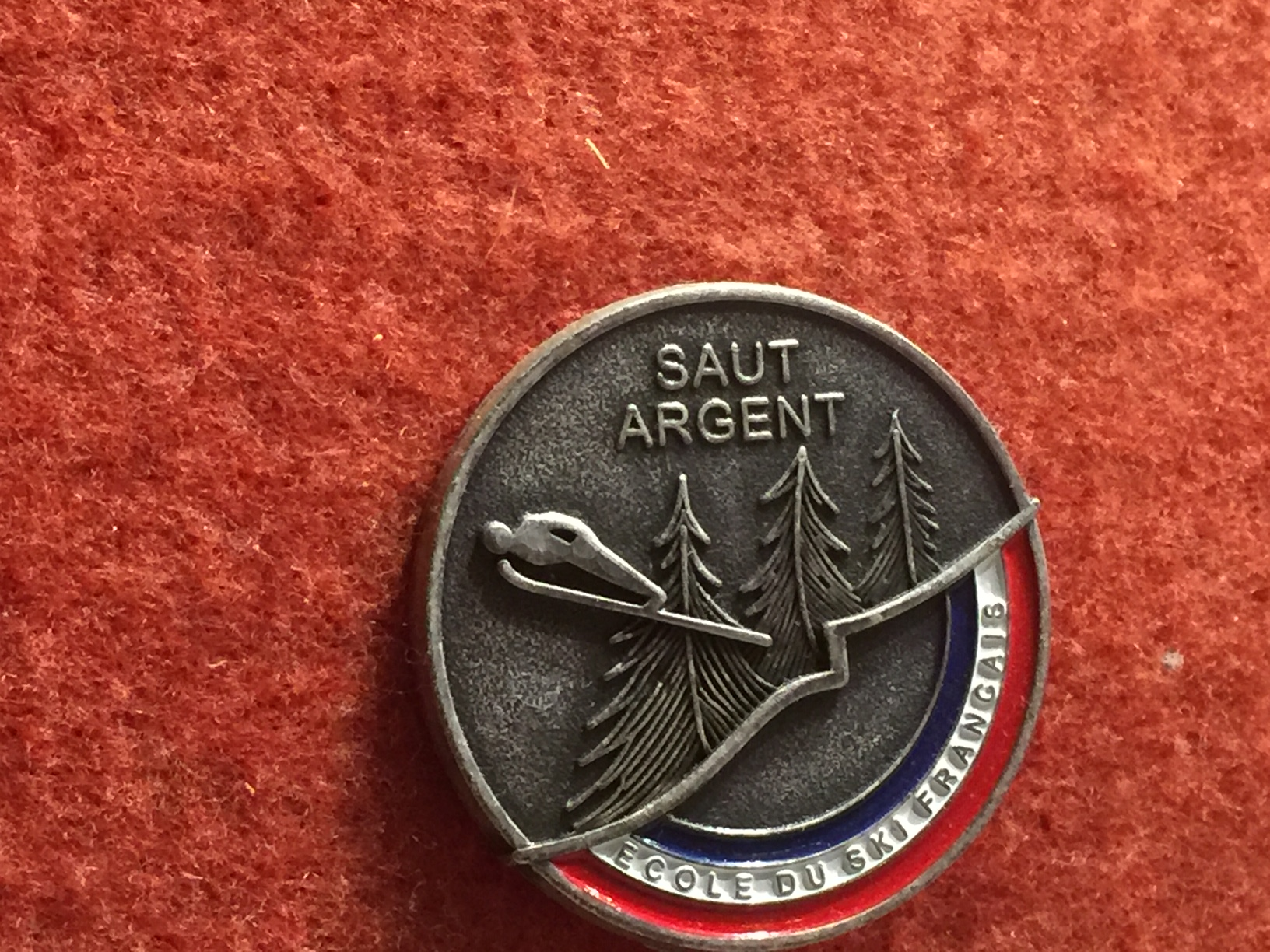
Le saut d'argent
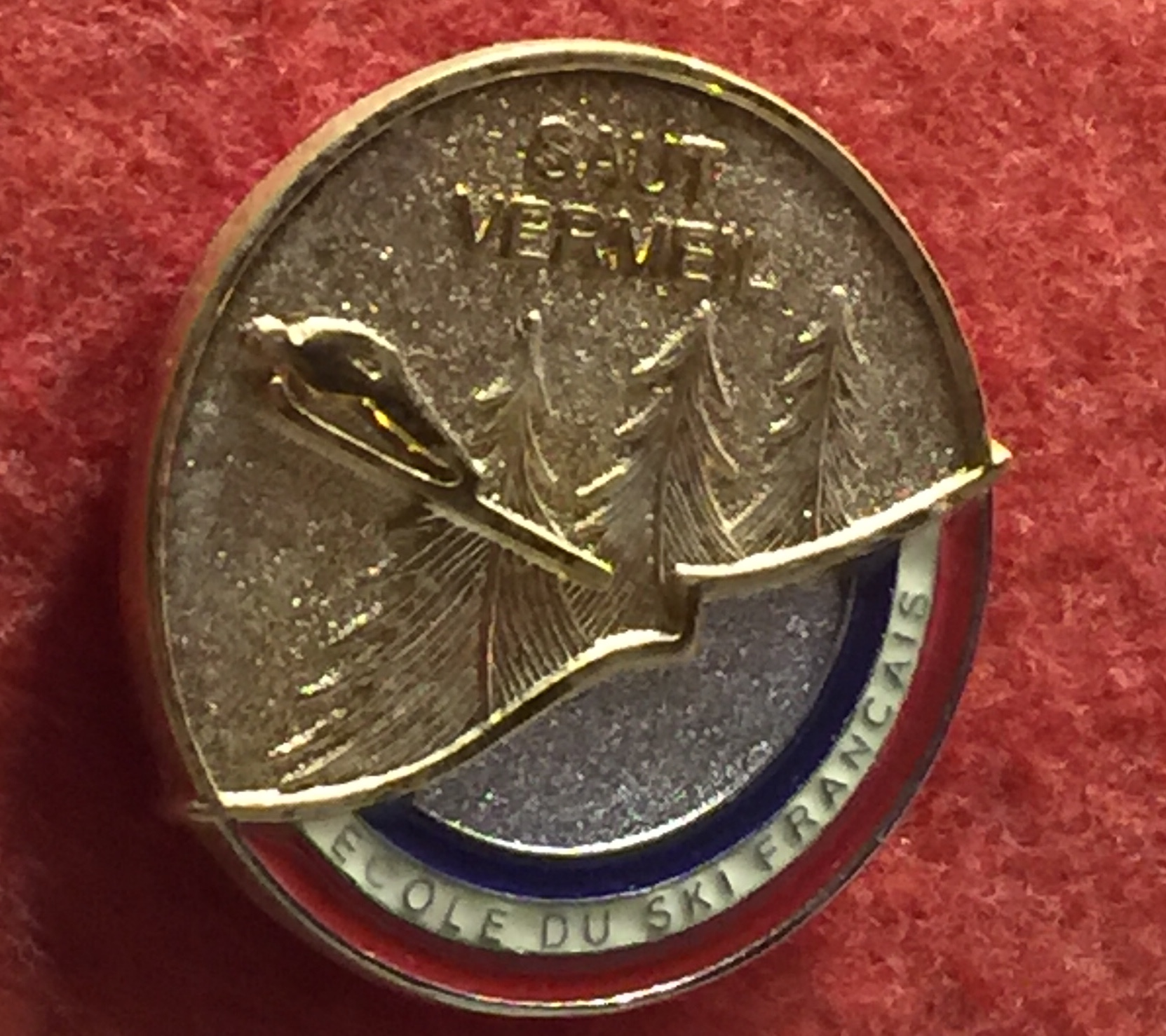
Le saut de vermeil
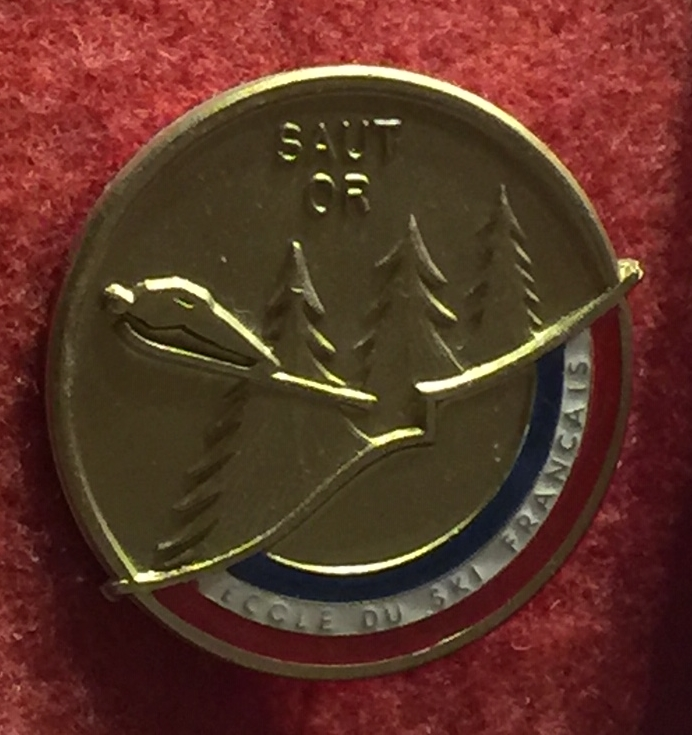
Le saut d'or

## Niveau Ski
C'est l'une des 5 épreuves aujourd'hui retenues pour l'obtention du niveau Ski.

## Classement Ski Open
Les performances réalisées dans le Saut ne sont pas prises en compte pour le calcul de ce classement national des skieurs de l'ESF.